# Aptosimum welwitschii
Aptosimum welwitschii är en flenörtsväxtart som beskrevs av William Philip Hiern. Aptosimum welwitschii ingår i släktet Aptosimum och familjen flenörtsväxter. Inga underarter finns listade i Catalogue of Life.